# Cine Vox (Casablanca)
El Cine Vox (en francés: Cinema Vox) fue un cine situado en Casablanca, Marruecos, originalmente en la Place Louis Gentil, hoy parte de la Plaza de las Naciones Unidas. Fue diseñado por Marius Boyer y terminado en 1935, bajo el protectorado francés. Era considerado uno de los cines más grandes de África.
El grupo musical marroquí Nass El Ghiwane dio un concierto en este cine.

## Arquitectura
Tenía tres balcones apilados y una capacidad de 2000 espectadores. También tenía un techo plegable, lo que permitía al público disfrutar del aire fresco en la noche. El edificio tenía la forma de una "masa cúbica", en consonancia con el edificio Magasins Paris-Maroc situado al lado. La arquitectura del Vox siguió sirviendo como referencia para las salas de cine construidas después de la independencia de Marruecos.